# 今村氏 (京都)
今村氏（いまむらし）は、日本の武家・商家。京都南西にて運送に携わった。

## 概要
今村氏は東福寺領法性寺を本貫とし、柳原の百姓をまとめ上げ、天文11年（1542年）以降には渋谷街道の流通に携わった一族であった。家蔵文書を東福寺に預けていることから、法性寺が本貫地であったとわかる。
今村氏の史料上の初見は文亀3年（1503年）の今村弥七であり、浄久のことであると考えられる。前年には九条家領の毘沙門谷小松の開発が東寺を通じて「柳原御百姓」に命じられているが、その頭目を務めていたのが弥七であった。百姓である「新衛門男」と並列されて書状に見えることから、弥七の身分も百姓とさほど変わらなかったことが窺える。
永正6年（1509年）には弥七は毘沙門谷全体の年貢の納入者となっており、九条家との関係を通して経済的な有力者となっていたことがわかる。また、永正元年（1504年）に細川政元に対して薬師寺元一が反乱を起こした際に、反乱の拠点となった淀の藤岡城を接収したのが香西元長の配下の弥七であった。元長は明応6年（1497年）に山城国下守護代に就任しており、勢力を拡大させるに当たって今村氏などの京都近郊の土豪を編成していたことが弥七の成長に繋がったと考えられる。
永正9年（1512年）には、東寺領柳原の住人として今村藤左衛門尉・左衛門尉兄弟が見え、2人は同13年（1516年）から翌年（1517年）にかけて法性寺に隣接する新熊野観音寺領を違乱している。また、同16年（1519年）には柳原の今村与次が刃傷の咎で東寺に屋敷を検封されている。
享禄2年（1529年）には伏見稲荷大社と東福寺の喧嘩仲裁にあたって九条稙通が談合した侍の中に柳原の大炊助入道常久（今村浄久）がいる。浄久は上記の喧嘩に関わって逮捕された法性寺の住人の身元引受人になっている。
浄久の子である政次は、元来浄久（今村氏）が与同していた細川高国が死去して細川晴元の治世が明白となった享禄4年（1531年）に、家の維持のために兄の慶満に変わって父の跡を継ぎ、「法性寺柳原座中」の荷物の運送を取り仕切っていた。天文4年（1535年）には細川晴国方であった波多野秀忠が晴元方に帰参しており、政次もこの時に秀忠に接近して晴元方としての立場を得たと考えられ、慶満ではなく政次が父の跡を継いだのも政次が晴元方に付いたからであると考えられる。
政次の史料上の初見は天文11年（1542年）である。天文8年（1539年）には、徳政一揆が東福寺領に乱入を図る事件が発生していた。そして、同11年（1542年）には京都周辺で強い影響力を持っていた木沢長政が討たれたことで権力の空白が生じ、商人同士で主導権争いが発生した。政次も京都近郊の運送の主導権を握ろうと考えており、同年12月13日に「東山汁谷塩合物高荷等諸商売通路上下馬幷宿問之事」についての紛失状の発給を幕府に願い出ている。この要望は同月24日に認められている。この一連の流れから、今村氏が徳政一揆の対象となるような金融業者としての側面を持っていたことがわかる。翌年（1543年）3月にはさらに京兆家に掛け合い、細川晴元の奉行人奉書を得ている。政次が紛失状を獲得できたのは、汁谷口を境内とする妙法院が後ろ盾となっていたからである。しかし、幾度も自身の立場を安堵してもらっていたのにも関わらず「法性寺柳原座中幷大津松本荷物」を山科花山郷において地下馬が立て替えて運送したため、政次は同年5月に重ねて幕府に訴え、6月に内容が認められている。ここから、政次が「法性寺柳原座中」の荷物の運送を取り仕切っていたことがわかる。ただし、天文11年（1542年）には「東山汁谷塩合物高荷等諸商売通路上下馬幷宿問之事」のみについて訴えているのにも関わらず、翌年には山科花山郷についての訴えも追加されていることから、政次は初めから山科郷に利権を有していたのではなく、この時に初めて山科郷での権利を認められたと考えられる。山科郷での権利を認められたのは、京都近郊における運送について京都側と山科郷側との競合が生じていたため、京都側にあたる泉涌寺や妙法院が後ろ盾となっていたからであると考えられる。
天文14年（1544年）12月26日には、細川国慶の上洛に同調したことから浄久が成敗されており、政次は細川晴元方の波多野秀忠の与力であったために赦免されている。政次発給の文書は9通現存しており、天文16年（1547年）9月から弘治3年（1557年）7月まで細川国慶に与同して活動する様子が確認できる。秀忠与力であった政次が国慶に与した理由は不明だが、天文17年（1548年）に国慶が死去すると柳原にあった慶満と政次の屋敷が晴元によって闕所となっており、晴元方の内藤兵庫助長時という人物が浄久の柳原代官職を継承しようと東寺に要求している。国慶が死去した後の政次は他の国慶残党とともに細川氏綱に従っていたと考えられ、天文18年（1549年）の江口の戦いで氏綱方が晴元方に勝利したのちは政次が柳原に復帰している。この時、政次は波多野元秀の推挙によって晴元被官の立場を得ている。
政次が時によって細川高国・晴国・氏綱・国慶方と細川澄元・晴元方の両方に立場を何度も変えたのは、京都や政治に参入し地位を向上させるべく晴元方に付いていた西岡国人に対抗するために、その時に京都支配を行っていた者に与していたからであると考えられる。
永禄年間初期には慶満と子の一慶の連署での文書が見られ、紀伊郡竹田の土豪である奥田源十郎に対する感状が現存している。
政次の子と考えられる人物に甚太郎がおり、明智光秀に塩公事代官職を安堵されている他、東福寺と裁判を繰り広げている。

## 今村氏の居所
近世の今村氏の居所は京都市東山区本町10丁目にあったが、ここは東福寺門前を南北に走る法性寺道（伏見街道）を北上し、東福寺村北端の一ノ橋を渡って柳原庄村に入った所である。そこでは東へ向かう泉涌寺道が交差しており、中世の今村氏が「泉涌寺路」近辺に居住していたという記録と一致する。中世において、一ノ橋は南が東福寺の境内、北が東寺領の法性寺柳原であった。そのため、今村氏は東福寺門前の住人が東寺領柳原に進出するにあたって中心的な役割を果たしたと考えられる。